# مارجان ساريك
مارجان ساريك (مواليد 2 ديسمبر 1977) هو سياسي وممثل سلوفيني شغل منصب رئيس وزراء سلوفينيا من 2018 حتى 2020.